# Carollia sowelli
Carollia sowelli — вид родини листконосові (Phyllostomidae), ссавець ряду лиликоподібні (Vespertilioniformes, seu Chiroptera).

## Поширення
Країни проживання: Беліз, Коста-Рика, Сальвадор, Гватемала, Гондурас, Мексика, Нікарагуа, Панама. Живе у вторинних лісах, плантаціях до 1700 метрів над рівнем моря. Іноді, але рідше, можна знайти в зрілих лісах.

## Морфологія
Довжина голови і тіла від 53 до 70 мм, довжина передпліччя між 37 і 42 мм, довжина хвоста між 4 і 10 мм, довжина ступні від 11 до 15 мм, вухо довжиною від 15 до 21 мм і вага до 19 гр. Хутро довге, товсте, м'яке і простягається до основи передпліч. Волосся скрізь триколірне. Спинна частина сірувато-бура, а черевна частини трохи світліша. Морда витягнута. 

## Поведінка
Ховається в печерах, тунелях, дуплах дерев. Харчується фруктами та деяких комахами. 